# Novosvětské sedlo
Novosvětské sedlo (tjeckiska) eller Przełęcz Szklarska (polska) är ett bergspass på gränsen mellan Tjeckien och Polen.